# 大阪電子専門学校

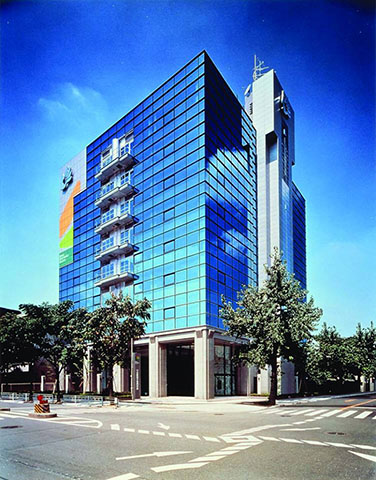
大阪電子専門学校学舎

大阪電子専門学校（おおさかでんしせんもんがっこう）は、学校法人木村学園が運営する、大阪市天王寺区にある専修学校。略称はOEC(Ｏsaka Ｅlectronics Professional Training Ｃollege)。

## 概要
戦後の荒廃の冷めやらぬ1946年10月5日に創立者がエンジニアとしての「技術教育」よりも、一人の人間としての「人格」が備わっていなければいけないという精神の基で校訓「人技両立」を掲げて創立。
厚生労働省・経済産業省・国土交通省・総務省・文部科学省の5省から認定・指定を受ける。全員進級、全員卒業、全員就職を目指すため、クラス担任制を採用している。卒業生の数は3万余人。

## 沿革
- 1946年 - 「大阪ラジオ電波研究所」として設立
- 1957年 - 「近畿電波技術学校」と改称
- 1965年 - 学校法人「木村学園」の設立認可を受け、「学校法人立大阪電子専門学校」と改称
- 1976年 - 専修学校制度の発足に伴い、いちはやく専門学校に昇格認可される。電子工学科において、第2級陸上無線技術士および、第1級総合無線通信士の予備試験免除の認定校となる
- 1988年 - 情報処理科拡充のため、CAI教育対応のパソコン設備を増設。さらにHITAC M-240H大型電算システム導入
- 1991年 - 工事担任者国試の基礎科目免除校となる。音響レコーディングスタジオに、教育界初・40chコンピュータミキシングコンソールを導入
- 1993年 - 各校舎を統合した先進テクノロジーワールド総合校舎（地上9階建）完成
- 1995年 - 専門士の称号付与
- 1996年 - 第2級陸上特殊無線技士長期養成課程認可校となる。「情報化人材育成学科」認定される。創立50周年を迎える
- 1997年 - 舞台機構調整技能士、電子機器組立て技能士労働省国家資格指定校により受験資格の取得。文部省より依頼された国費留学生の受入を始める
- 1998年 - 通産大臣より第2種電気工事士養成施設の指定を受ける。文部省認可CG-ARTS協会よりCG教育校として認定。DML（デジタルメディアラボ）が完成
- 2000年 - 工事担任者デジタル1種養成課程の認可を受ける
- 2001年 - ネットワーク実習室が完成
- 2002年 - 音響照明システムをリニューアル
- 2005年 - 国土交通省より、1・2級電気工事施工管理技術検定受験資格認定校となる
- 2006年 - 基本情報技術者試験と初級システムアドミニストレータの午前試験免除認定を受ける
- 2017年 - プロダクトデザインコースの実習環境「M.Edison Lab」オープン
- 2019年 - （9月）文部科学省より就学支援新制度[4]認定校となる
- 2020年 - （4月）文部科学省より修学支援新制度認定校となる
- 2021年 - （4月）文部科学省より職業実践専門課程認定校（電気設備科・電子工学科）となる

沿革

## 学科・コース
- 電子工学科（2年制）（職業実践専門課程[5]）
  - 電子コース
  - 家電サービスコース
  - ロボットコース
  - 情報通信コース
  - オーディオコース
- 情報エンジニア科（2年制）
  - グラフィックデザインコース[6]
  - パソコンメンテコース
  - ITコース
  - ネットワークコース
  - Webデザインコース
  - プロダクトデザインコース
  - デジタルものづくりコース（募集停止中）
  - ITライセンスコース（募集停止中）
  - コンピュータグラフィックスコース（募集停止中）
  - アニメーションコース（募集停止中）
- 電気設備科（2年制）（職業実践専門課程）
  - 電気設備コース

## 出身者
- 田中富美明（元コナミ最高執行責任者、元コナミデジタルエンタテインメント初代社長）

## 所在地
- 〒543-0043 大阪市天王寺区勝山4-5-6

最寄り駅は、JR大阪環状線桃谷駅

## グループ校
- 大阪ゲーム専門学校（2008年4月に開校、2012年3月に廃校）

## 備考
- 1980年代前半、情報系学科に於いては毎年、有名企業やその情報システム子会社・大手システムインテグレーター[7]に就職し活躍する学生が一定数以上いた。
- 「プロフェッショナルスクール（仮称）」への校名変更が予定されている[8]。
- 2020年4月29日、新型コロナウイルス対策でマスクを着けずに会議に出席したことなどを巡り、大阪電子専門学校（大阪市天王寺区）を運営する学校法人木村学園（同）が、嘱託職員の男性（６０）を出勤停止の懲戒処分にしていたことが報道された[9]。同校の労組職員より、行き過ぎた処分であるとの声が挙がった。